# Quatrième Fitna
La Quatrième Fitna ou Grande Guerre Civile Abbasside  résulte du conflit entre les frères al-Amin et Al-Ma'mun au sujet de la succession au trône du califat abbasside. Leur père, le calife Harun Al-Rashid, avait nommé Al-Amin comme premier successeur, mais avait également nommé al-Ma'mun comme second, le Khurasan lui étant accordé comme apanage. Plus tard, un troisième fils, Al-Qasim, fut désigné comme troisième successeur. Après la mort de Harun en 809, al-Amin lui succéda à Bagdad. Encouragé par la cour de Bagdad, Al-Amin a commencé à tenter de renverser le statut autonome du Khurasan, et Al-Qasim a été rapidement aliéné. En réponse, al-Ma'mun a recherché le soutien des élites du Khurasan affirmant sa propre autonomie vis à vis du caliphat. Alors que le fossé se creausait entre les deux frères, Al-Amin déclara son propre fils Musa héritier et rassembla une grande armée. En 811, les troupes d'al-Amin marchèrent contre le Khurasan, mais le général d'Al-Ma'mun, Tahir ibn Husayn, les vainquit lors de la bataille de Ray, puis envahit l'Irak et assiégea Bagdad lui-même. La ville tomba au bout d'un an, al-Amin fut exécuté et al-Ma'mun devint calife.
Al-Ma'mun a cependant choisi de rester au Khurasan plutôt que de venir dans la capitale. Cela a permis de combler le vide de pouvoir que la guerre civile avait causé dans les provinces du califat, et plusieurs dirigeants locaux ont surgi à Jazira, en Syrie et en Égypte. En outre, une série de soulèvements Alides ont eu lieu, commençant par Abu'l-Saraya à Kufa et s'étendant au sud de l'Irak, au Hedjaz et au Yémen. Les politiques pro-Khurasani suivies par le puissant ministre en chef d'al-Ma'mun, al-Fadl ibn Sahl, et l'éventuelle adhésion d'al-Ma'mun à une succession d'Alides en la personne d'Ali al-Ridha, ont aliéné les élites traditionnelles de Bagdad, qui se voyaient de plus en plus marginalisés. Par conséquent, l'oncle d'al-Ma'mun, Ibrahim, fut proclamé calife rival à Bagdad en 817, forçant al-Ma'mun à intervenir en personne. Fadl ibn Sahl fut assassiné et al-Ma'mun quitta le Khurasan pour Bagdad, où il entra en 819. Les années suivantes virent la consolidation de l'autorité d'al-Ma'mun et la réincorporation des provinces occidentales contre les rebelles locaux, un processus qui ne s'acheva qu'avec la pacification de l'Égypte en 827. Certaines rébellions locales, notamment celle des Khurramites, durent bien plus longtemps, jusque dans les années 830.
Les historiens ont interprété le conflit différemment ; selon les mots de l'iranologue Elton L. Daniel, cela a été considéré comme « un conflit sur la succession entre un Amin plutôt incompétent et son frère al-Ma'mun plus compétent ; un produit d'intrigues du harem ; une extension de la rivalité personnelle entre les ministres al-Fadl ben Rabi et al-Fadl ben Sahl ; ou comme une lutte entre Arabes et Perses pour le contrôle du gouvernement". 

## Réferences
1. ↑  Kennedy 2004, p. 147.
2. ↑  Daniel 1979, p. 17.